# Philopotamus variegatus
Philopotamus variegatus là một loài Trichoptera trong họ Philopotamidae. Chúng phân bố ở miền Cổ bắc.